# Danh sách cầu thủ tham dự FIFA Club World Cup 2017
Mỗi câu lạc bộ tham dự FIFA Club World Cup 20175 phải đăng ký 23 cầu thủ (ba trong số đó phải là thủ môn) với FIFA. Các trường hợp chấn thương được phép thay thế 24 giờ trước trận đấu đầu tiên của đội.

## Al Jazira
Huấn luyện viên:  Henk ten Cate
Ghi chú: Quốc kỳ chỉ đội tuyển quốc gia được xác định rõ trong điều lệ tư cách FIFA. Các cầu thủ có thể giữ hơn một quốc tịch ngoài FIFA.
| Số | VT | Quốc gia                             | Cầu thủ            |
| -- | -- | ------------------------------------ | ------------------ |
| 1  | TM | Các Tiểu vương quốc Ả Rập Thống nhất | Ali Khasif         |
| 2  | HV | Các Tiểu vương quốc Ả Rập Thống nhất | Mohamed Fawzi      |
| 3  | HV | Các Tiểu vương quốc Ả Rập Thống nhất | Salem Al-Eidi      |
| 4  | HV | Các Tiểu vương quốc Ả Rập Thống nhất | Mohammed Ali Ayed  |
| 5  | HV | Các Tiểu vương quốc Ả Rập Thống nhất | Musallem Fayez     |
| 6  | HV | Các Tiểu vương quốc Ả Rập Thống nhất | Saif Khalfan       |
| 7  | TĐ | Các Tiểu vương quốc Ả Rập Thống nhất | Ali Mabkhout       |
| 9  | TV | Uzbekistan                           | Sardor Rashidov    |
| 10 | TV | Maroc                                | Mbark Boussoufa    |
| 12 | HV | Các Tiểu vương quốc Ả Rập Thống nhất | Salem Rashid Obaid |
| 14 | HV | Các Tiểu vương quốc Ả Rập Thống nhất | Eisa Al-Otaibah    |
| 15 | TV | Các Tiểu vương quốc Ả Rập Thống nhất | Khalfan Mubarak    |

| Số | VT | Quốc gia                             | Cầu thủ             |
| -- | -- | ------------------------------------ | ------------------- |
| 21 | TV | Các Tiểu vương quốc Ả Rập Thống nhất | Yaqoub Al Hosani    |
| 31 | TĐ | Brasil                               | Romarinho           |
| 35 | TV | Ai Cập                               | Abdullah Ramadan    |
| 36 | TM | Các Tiểu vương quốc Ả Rập Thống nhất | Khaled Al-Senani    |
| 40 | HV | Các Tiểu vương quốc Ả Rập Thống nhất | Mohammed Al Attas   |
| 44 | HV | Các Tiểu vương quốc Ả Rập Thống nhất | Fares Juma Al Saadi |
| 45 | TĐ | Các Tiểu vương quốc Ả Rập Thống nhất | Ahmed Rabee         |
| 50 | TV | Các Tiểu vương quốc Ả Rập Thống nhất | Mohammed Jamal      |
| 56 | TM | Các Tiểu vương quốc Ả Rập Thống nhất | Abdurahman Al-Ameri |
| 70 | TĐ | Các Tiểu vương quốc Ả Rập Thống nhất | Ahmed Al Attas      |
| 80 | HV | Các Tiểu vương quốc Ả Rập Thống nhất | Salem Ali Ibrahim   |

## Auckland City
Auckland City đã đặt tên đội của họ vào ngày 27 tháng 11 năm 2017.
Huấn luyện viên:  Ramon Tribulietx
Ghi chú: Quốc kỳ chỉ đội tuyển quốc gia được xác định rõ trong điều lệ tư cách FIFA. Các cầu thủ có thể giữ hơn một quốc tịch ngoài FIFA.
| Số | VT | Quốc gia    | Cầu thủ                   |
| -- | -- | ----------- | ------------------------- |
| 1  | TM | Tây Ban Nha | Eñaut Zubikarai           |
| 2  | HV | New Zealand | Liam Graham               |
| 3  | HV | Nhật Bản    | Takuya Iwata              |
| 4  | TV | Croatia     | Mario Bilen               |
| 5  | HV | Tây Ban Nha | Ángel Berlanga (captain)  |
| 6  | TV | New Zealand | Te Atawhai Hudson-Wihongi |
| 7  | TV | New Zealand | Cameron Howieson          |
| 8  | TV | Tây Ban Nha | Albert Riera              |
| 9  | HV | Anh         | Darren White              |
| 10 | TĐ | New Zealand | Ryan De Vries             |
| 11 | TV | México      | Fabrizio Tavano           |
| 12 | TĐ | New Zealand | Kris Bright               |

| Số | VT | Quốc gia         | Cầu thủ         |
| -- | -- | ---------------- | --------------- |
| 13 | HV | New Zealand      | Alfie Rogers    |
| 15 | TV | New Zealand      | Dan Morgan      |
| 16 | HV | Hàn Quốc         | Kim Dae-wook    |
| 17 | TV | New Zealand      | Reid Drake      |
| 19 | TV | Quần đảo Solomon | Micah Lea'alafa |
| 20 | TĐ | Argentina        | Emiliano Tade   |
| 21 | HV | New Zealand      | Harry Edge      |
| 23 | HV | Serbia           | Marko Đorđević  |
| 24 | TM | New Zealand      | Conor Tracey    |
| 26 | TĐ | New Zealand      | Callum McCowatt |
| 30 | TM | New Zealand      | Cameron Brown   |

## Grêmio
Huấn luyện viên:  Renato Portaluppi
Ghi chú: Quốc kỳ chỉ đội tuyển quốc gia được xác định rõ trong điều lệ tư cách FIFA. Các cầu thủ có thể giữ hơn một quốc tịch ngoài FIFA.
| Số | VT | Quốc gia  | Cầu thủ                      |
| -- | -- | --------- | ---------------------------- |
| 1  | TM | Brasil    | Marcelo Grohe                |
| 2  | HV | Brasil    | Edílson                      |
| 3  | HV | Brasil    | Pedro Geromel (vice-captain) |
| 4  | HV | Argentina | Walter Kannemann             |
| 5  | TV | Brasil    | Michel                       |
| 6  | HV | Brasil    | Leonardo Gomes               |
| 7  | TĐ | Brasil    | Luan                         |
| 8  | TV | Brasil    | Maicon (captain)             |
| 9  | TĐ | Brasil    | Jael                         |
| 11 | TĐ | Brasil    | Éverton                      |
| 12 | HV | Brasil    | Bruno Cortez                 |
| 14 | HV | Brasil    | Bruno Rodrigo                |

| Số | VT | Quốc gia | Cầu thủ                        |
| -- | -- | -------- | ------------------------------ |
| 15 | HV | Brasil   | Rafael Thyere                  |
| 17 | TV | Brasil   | Ramiro                         |
| 18 | TĐ | Paraguay | Lucas Barrios                  |
| 21 | TĐ | Brasil   | Fernandinho                    |
| 22 | HV | Brasil   | Bressan                        |
| 25 | TV | Brasil   | Jailson                        |
| 26 | HV | Brasil   | Marcelo Oliveira (3rd captain) |
| 28 | TV | Brasil   | Kaio                           |
| 30 | TM | Brasil   | Bruno Grassi                   |
| 48 | TM | Brasil   | Paulo Victor                   |
| 88 | HV | Brasil   | Léo Moura                      |

## Pachuca
Huấn luyện viên:  Diego Alonso
Ghi chú: Quốc kỳ chỉ đội tuyển quốc gia được xác định rõ trong điều lệ tư cách FIFA. Các cầu thủ có thể giữ hơn một quốc tịch ngoài FIFA.
| Số | VT | Quốc gia  | Cầu thủ                   |
| -- | -- | --------- | ------------------------- |
| 2  | TV | Nhật Bản  | Keisuke Honda             |
| 4  | HV | Hoa Kỳ    | Omar Gonzalez             |
| 5  | TV | México    | Víctor Guzmán             |
| 6  | HV | México    | Raúl López                |
| 7  | TĐ | Chile     | Ángelo Sagal              |
| 9  | TĐ | Argentina | Germán Cano               |
| 10 | TV | Uruguay   | Jonathan Urretaviscaya    |
| 11 | TĐ | Chile     | Edson Puch                |
| 12 | HV | México    | Emmanuel García           |
| 13 | TM | México    | Alfonso Blanco            |
| 14 | TV | México    | Érick Aguirre             |
| 15 | TV | México    | Érick Gutiérrez (captain) |

| Số | VT | Quốc gia  | Cầu thủ                        |
| -- | -- | --------- | ------------------------------ |
| 16 | TV | México    | Jorge Hernández (vice-captain) |
| 18 | HV | México    | Joaquín Martínez               |
| 19 | TV | México    | Tony Figueroa                  |
| 21 | TM | México    | Óscar Pérez                    |
| 22 | TM | México    | Abraham Romero                 |
| 23 | HV | Colombia  | Óscar Murillo                  |
| 25 | HV | México    | Alexis Peña                    |
| 26 | HV | Uruguay   | Robert Herrera                 |
| 29 | TĐ | Argentina | Franco Jara                    |
| 89 | TĐ | México    | Roberto de la Rosa             |
| 98 | TV | México    | Erick Sánchez                  |

## Real Madrid
Huấn luyện viên:  Zinedine Zidane
Ghi chú: Quốc kỳ chỉ đội tuyển quốc gia được xác định rõ trong điều lệ tư cách FIFA. Các cầu thủ có thể giữ hơn một quốc tịch ngoài FIFA.
| Số | VT | Quốc gia    | Cầu thủ                         |
| -- | -- | ----------- | ------------------------------- |
| 1  | TM | Costa Rica  | Keylor Navas                    |
| 2  | HV | Tây Ban Nha | Dani Carvajal                   |
| 3  | HV | Tây Ban Nha | Jesús Vallejo                   |
| 4  | HV | Tây Ban Nha | Sergio Ramos (captain)          |
| 5  | HV | Pháp        | Raphaël Varane                  |
| 6  | HV | Tây Ban Nha | Nacho                           |
| 7  | TĐ | Bồ Đào Nha  | Cristiano Ronaldo (3rd captain) |
| 8  | TV | Đức         | Toni Kroos                      |
| 9  | TĐ | Pháp        | Karim Benzema (4th captain)     |
| 10 | TV | Croatia     | Luka Modrić                     |
| 11 | TĐ | Wales       | Gareth Bale                     |
| 12 | HV | Brasil      | Marcelo (vice-captain)          |

| Số | VT | Quốc gia    | Cầu thủ         |
| -- | -- | ----------- | --------------- |
| 13 | TM | Tây Ban Nha | Kiko Casilla    |
| 14 | TV | Brasil      | Casemiro        |
| 15 | HV | Pháp        | Theo Hernández  |
| 17 | TĐ | Tây Ban Nha | Lucas Vázquez   |
| 18 | TV | Tây Ban Nha | Marcos Llorente |
| 19 | HV | Maroc       | Achraf Hakimi   |
| 20 | TV | Tây Ban Nha | Marco Asensio   |
| 21 | TĐ | Tây Ban Nha | Borja Mayoral   |
| 22 | TV | Tây Ban Nha | Isco            |
| 23 | TV | Croatia     | Mateo Kovačić   |
| 24 | TV | Tây Ban Nha | Dani Ceballos   |
| 35 | TM | Tây Ban Nha | Moha Ramos      |

## Urawa Red Diamonds
Huấn luyện viên:  Takafumi Hori
Ghi chú: Quốc kỳ chỉ đội tuyển quốc gia được xác định rõ trong điều lệ tư cách FIFA. Các cầu thủ có thể giữ hơn một quốc tịch ngoài FIFA.
| Số | VT | Quốc gia | Cầu thủ           |
| -- | -- | -------- | ----------------- |
| 1  | TM | Nhật Bản | Shusaku Nishikawa |
| 2  | HV | Brasil   | Maurício Antônio  |
| 3  | TV | Nhật Bản | Tomoya Ugajin     |
| 4  | HV | Nhật Bản | Daisuke Nasu      |
| 5  | HV | Nhật Bản | Tomoaki Makino    |
| 6  | HV | Nhật Bản | Wataru Endo       |
| 7  | TV | Nhật Bản | Tsukasa Umesaki   |
| 8  | TĐ | Brasil   | Rafael Silva      |
| 9  | TĐ | Nhật Bản | Yuki Muto         |
| 10 | TV | Nhật Bản | Yōsuke Kashiwagi  |
| 13 | TĐ | Nhật Bản | Toshiyuki Takagi  |
| 15 | TV | Nhật Bản | Kazuki Nagasawa   |

| Số | VT | Quốc gia | Cầu thủ            |
| -- | -- | -------- | ------------------ |
| 16 | TV | Nhật Bản | Takuya Aoki        |
| 18 | TV | Nhật Bản | Yoshiaki Komai     |
| 20 | TĐ | Nhật Bản | Tadanari Lee       |
| 21 | TĐ | Slovenia | Zlatan Ljubijankić |
| 22 | TV | Nhật Bản | Yuki Abe (captain) |
| 23 | TM | Nhật Bản | Nao Iwadate        |
| 25 | TM | Nhật Bản | Tetsuya Enomoto    |
| 30 | TĐ | Nhật Bản | Shinzo Koroki      |
| 38 | TV | Nhật Bản | Daisuke Kikuchi    |
| 39 | TV | Nhật Bản | Shinya Yajima      |
| 46 | HV | Nhật Bản | Ryota Moriwaki     |

## Wydad Casablanca
Huấn luyện viên:  Hussein Amotta
Ghi chú: Quốc kỳ chỉ đội tuyển quốc gia được xác định rõ trong điều lệ tư cách FIFA. Các cầu thủ có thể giữ hơn một quốc tịch ngoài FIFA.
| Số | VT | Quốc gia    | Cầu thủ                          |
| -- | -- | ----------- | -------------------------------- |
| 4  | TV | Maroc       | Salaheddine Saidi (vice-captain) |
| 5  | HV | Maroc       | Amine Atouchi                    |
| 6  | TV | Maroc       | Brahim Nekkach (captain)         |
| 7  | TĐ | Maroc       | Mohamed Ounajem                  |
| 8  | HV | Maroc       | Badr Gaddarine                   |
| 9  | TĐ | Maroc       | Mohammed Aoulad                  |
| 10 | TĐ | Bờ Biển Ngà | Guillaume Nicaise Daho           |
| 11 | TV | Maroc       | Ismail Haddad                    |
| 12 | TM | Maroc       | Badreddine Benachour             |
| 13 | HV | Maroc       | Youssef Rabeh                    |
| 17 | TĐ | Maroc       | Achraf Bencharki                 |
| 18 | TV | Maroc       | Walid El Karti                   |

| Số | VT | Quốc gia     | Cầu thủ              |
| -- | -- | ------------ | -------------------- |
| 19 | TV | Maroc        | Amin Tighazoui       |
| 22 | TM | Maroc        | Zouheir Laaroubi     |
| 24 | TV | Maroc        | Jamel Aït Ben Idir   |
| 25 | HV | Burkina Faso | Mohamed Ouattara     |
| 26 | TV | Maroc        | Abdeladim Khadrouf   |
| 27 | TĐ | Maroc        | Zakaria El Hachimi   |
| 28 | HV | Maroc        | Abdelatif Noussir    |
| 29 | TM | Maroc        | Yassine El Kharroubi |
| 30 | TV | Maroc        | Mohamed Nahiri       |
| 31 | HV | Bờ Biển Ngà  | Cheick Comara        |
| 37 | TĐ | Maroc        | Reda Hajhouj         |